# Mabudzane
Mabudzane è un villaggio del Botswana situato nel distretto Nordorientale, sottodistretto di North East. Il villaggio, secondo il censimento del 2011, conta 563 abitanti.